# Òrbita Mólnia

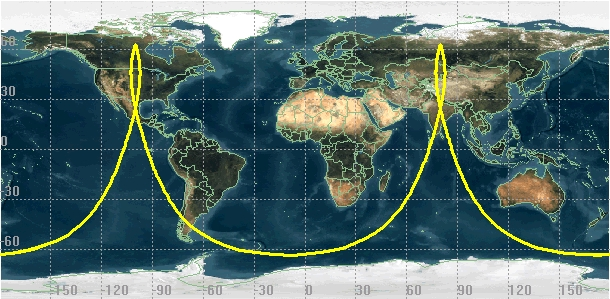
molniya.jpg

L'òrbita Mólnia (en rus: Орби́та «Мо́лния») era un sistema de comunicacions militar via satèl·lit de l'antiga Unió Soviètica. Els satèl·lits treballaven en unes òrbites molt excèntriques i el·líptiques, fet que permetia que fossin visibles en zones polars durant llargs períodes. Des de llocs molt propers als pols terrestres no és pot comunicar amb satèl·lits en òrbites geoestàcionaries (sobre l'equador terrestre). El nom mólnia significa 'llamp' en rus. És un nom adequat, ja que el pas pel perigeu és bastant ràpid, fet que es va comprovar en fer el seguiment del primer satèl·lit soviètic Mólnia.
Un satèl·lit amb una òrbita molt el·liptica passa gran part de l'òrbita sobre el punt designat de la superfície terrestre, fenomen conegut com a «pou de l'apogeu». Aquests recorreguts es coneixen també amb el nom d'òrbita de «mólnia».
Per apogeus estacionaris, el període orbital ha de dividir 24 hores en parts iguals. Un període orbital de 12 hores dona dos apogeus (és a dir, quan el satèl·lit arriba a l'apogeu està sempre sobre un dels dos punts fixos a la Terra) i dos perigeus, un període orbital de 6 hores donarà lloc a quatre perigeus i quatre apogeus.
La gran inclinació orbital dona un apogeu que se situa prop del pol nord o sud (els russos, canadencs o suecs fan servir un apogeu al pol Nord), lloc on la cobertura d'un satèl·lit geoestacionari és pobre o inexistent. En general, la desviació de l'esfericitat terrestre pertorba l'argument del perigeu, de manera que encara que aquest se situï prop d'un pol, es desplaça lentament tret que es corregeixi l'òrbita del satèl·lit amb enceses del motor. Per evitar aquesta despesa de combustible, l'òrbita Mólnia usa una inclinació de 63,4°, angle en el qual la pertorbació és nul·la.

## Usos
L'òrbita Mólnia permet una cobertura completa de les regions polars amb una constel·lació de tres satèl·lits. Amb els satèl·lits equidistants, en qualsevol moment almenys un satèl·lit es trobarà sobre qualsevol regió, amb almenys un satèl·lit prop de l'apogeu i un altre passant pel perigeu. El primer satèl·lit en aquesta òrbita va ser el Mólnia 1-01, llançat el 23 d'agost de 1965.
L'inconvenient principal d'aquest sistema és que exigeix dues antenes de rastreig en les estacions de terra: la distància entre l'estació i el satèl·lit canvia contínuament, de manera que la potència rebuda (i la freqüència en recepció, a causa de l'efecte Doppler) varien. Això exigeix una programació prèvia que permeti comunicar simultàniament a les estacions de terra quan han de canviar de satèl·lit. Més, com que l'altitud del satèl·lit varia, el feix de cobertura també és variable. Els satèl·lits mólnia porten una antena de rastreig que ha de romandre orientada cap a les estacions de terra operatives.
Alguns satèl·lits nord-americans van fer servir òrbites mólnia, com el conjunt de satèl·lits Satellite Data System.
Una òrbita mólnia no és adequada per a naus tripulades, en travessar els cinturons de Van Allen en cada òrbita. D'acord amb algunes fonts, el Sistema de Bombardeig Orbital Fraccional soviètic funcionava imitant un satèl·lit en òrbita mólnia. Els satèl·lits Jumpseat, de la intel·ligència militar nord-americana, juntament amb els seus successors Trumpet, també tenien òrbites Mólnia.

## Derivació
Per aconseguir que la posició de l'apogeu no es vegi massa afectada per les pertorbacions orbitals, es tria una inclinació propera als 63,4º. D'aquesta manera l'angle del perigeu roman constant durant molt de temps. La fórmula que ens dona el canvi d'angle del perigeu per dia és aquesta:
{\displaystyle \Delta \omega _{dia}=4,98^{\circ }\left({\frac {R_{E}}{a}}\right)^{\frac {7}{2}}{\frac {5\cos ^{2}i-1}{\left({1-\varepsilon ^{2}}\right)^{2}}}}
on:
- {\displaystyle R_{I}\,} és el radi terrestre,
- {\displaystyle A\,} és la longitud del semieix major,
- {\displaystyle I\,} és la inclinació, i
- {\displaystyle \varepsilon \,} és l'excentricitat orbital.

L'equació es fa zero per una inclinació de 63,4º